# Scaura
Scaura é um gênero de abelha sem ferrão presente do México até toda a América do sul em sua parte tropical e subtropical. Em termos de estrutura física, são muito parecidas com as abelhas do gênero Frieseomelitta, Tetragonisca e Tetragona. Existem por volta de 500 espécies de abelhas sem ferrão no mundo catalogadas em diversos gêneros diferentes. Muitas espécies ainda não foram descobertas e outras estão passando por revisões para reenquadrá-las como novas espécies ou pertencentes a outros gêneros.
Existem até o momento 9 espécies de Scaura catalogadas, são elas:
| Gênero | Espécie             | Nome popular (se tiver)                           |
| Scaura | Scaura atlantica    | Scaura atlantica                                  |
| Scaura | Scaura latitarsis   | jataí-negra, pegoncito, sharabata, txashkû-mexupa |
| Scaura | Scaura longula      | jataí-preta, ramichi-negra-grande, mehnô-rã-tyk   |
| Scaura | Scaura tenuis       | ramichi-negra                                     |
| Scaura | Scaura amazonica    | Scaura amazonica                                  |
| Scaura | Scaura argyrea      | Scaura argyrea                                    |
| Scaura | Scaura aspera       | Scaura aspera                                     |
| Scaura | Scaura cearensis    | Scaura cearensis                                  |
| Scaura | Scaura coccidophila | Scaura coccidophila                               |
| Scaura | Scaura timida       | Scaura timida                                     |